# Crocicchia
 Crocicchia  là một xã ở tỉnh Haute-Corse trên đảo Corse, Pháp. Xã này có diện tích 4,3 kilômét vuông, dân số năm 1999 là 50 người. Khu vực này có độ cao trung bình 600 mét trên mực nước biển. Xã này có chung tổng Alto-di-Casaconi với Monte, Volpajola, Campile, Olmo, Prunelli-di-Casacconi, Campitello, Ortiporio, Canavaggia, Lento, Bigorno, Scolca và Penta-Acquatella.